# Castillo de Urrea de Jalón
El castillo de Urrea de Jalón fue un castillo medieval cuyos restos se encuentran situados en el municipio español de Urrea de Jalón en la provincia de Zaragoza.

## Historia
El castillo ya aparece en las crónicas de al-Razi con el nombre de Orosa, como uno de los más importantes del distrito de Zaragoza. Tras la reconquista de la zona, estuvo en manos de diversos tenentes y en el año 1348 fue desmantelado por orden del rey Pedro IV ya que su entonces señor, Juan Ximénez de Urrea, había participado en la revuelta de la unión contra el rey.

## Descripción
Tan sólo se conserva una pequeña estructura de unos 8 por 4 metros y tres de altura muy deteriorada, construida de tapial con relleno de piedra.

## Catalogación
El Castillo de Urrea de Jalón está incluido dentro de la relación de castillos considerados Bienes de Interés Cultural en virtud de lo dispuesto en la disposición adicional segunda de la Ley 3/1999, de 10 de marzo, del Patrimonio Cultural Aragonés. Este listado fue publicado en el Boletín Oficial de Aragón del día 22 de mayo de 2006.